# Luminismo americano

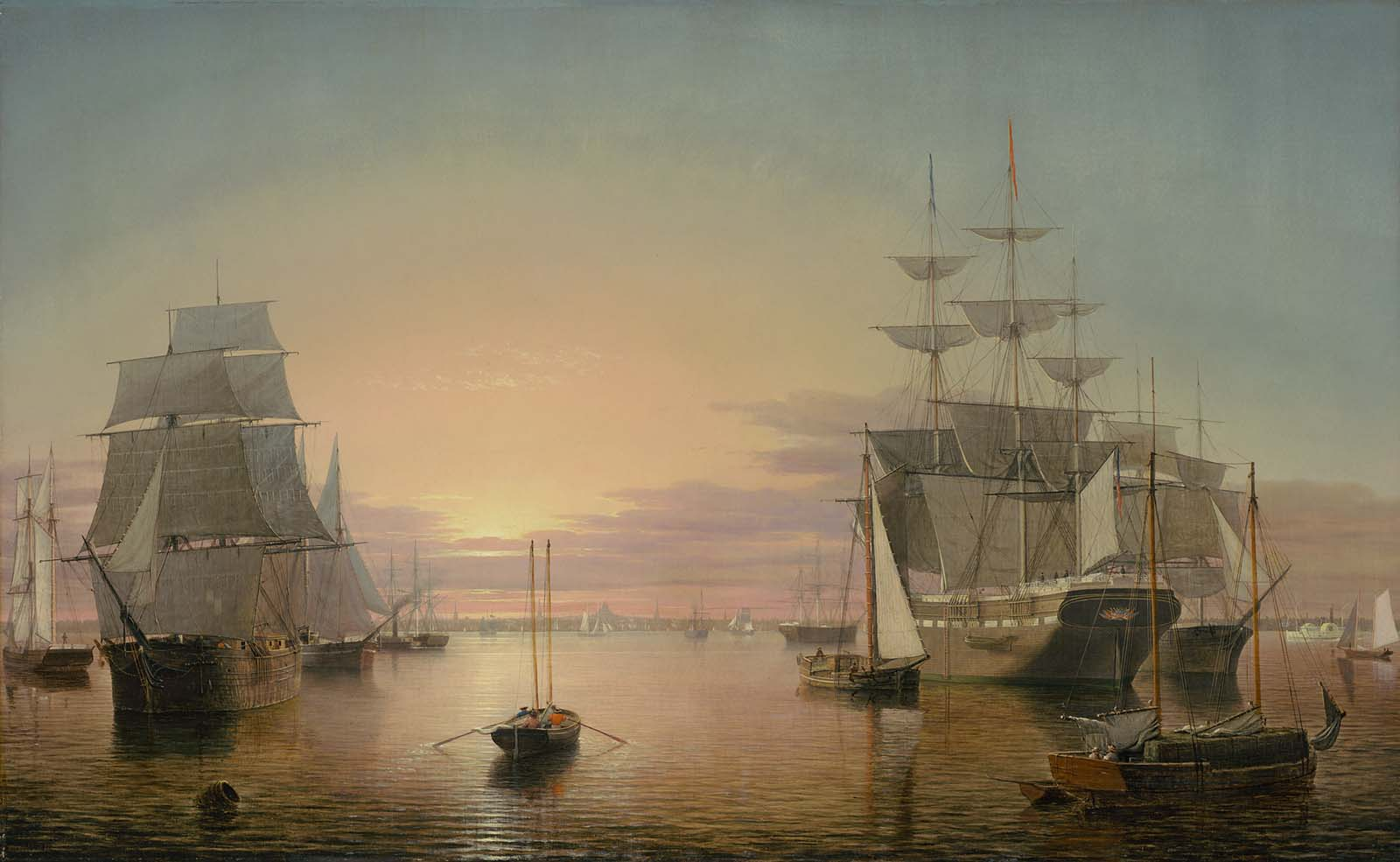
El puerto de Boston (1850-1855), de Fitz Henry Lane, Boston, Museum of Fine Arts.

El luminismo americano fue un estilo de pintura del paisaje estadounidense de los años 1850-1870, caracterizado por el efecto de la luz en los paisajes, el uso de la perspectiva aérea y la pincelada suelta, de carácter preimpresionista. Los paisajes luministas enfatizan la tranquilidad y a menudo representan aguas tranquilas y reflectantes y un cielo suave y neblinoso.  

## Historia
El término «luminismo» fue introducido por John Ireland Howe Baur en 1954 para designar el paisajismo realizado en Estados Unidos entre 1840 y 1880, al que define como «un realismo pulido y meticuloso en el que no se notan las pinceladas ni hay rastro de impresionismo, y en el que los efectos atmosféricos se consiguen con gradaciones de tono infinitamente cuidadosas, con el estudio más exacto de la claridad relativa de objetos más cercanos y más lejanos, y con una representación precisa de las variaciones de textura y color producidas por rayos directos o reflejados».
A veces se considera el luminismo como una rama de la Escuela del río Hudson. Sin embargo, algunos historiadores diferencian entre el luminismo puro y el paisajismo de la Escuela del Río Hudson: en el primero el paisaje —más centrado en la zona de Nueva Inglaterra— es de carácter más apacible, más anecdótico, con unas delicadas gradaciones tonales caracterizadas por una luz cristalina que parece emanar del lienzo, en pulcras pinceladas que parecen recrear la superficie de un espejo y en composiciones en las que el exceso de detallismo resulta irreal por su rectitud y geometrismo, lo que resulta en una idealización de la naturaleza. En cambio, el paisajismo del Río Hudson tendría una visión más cósmica y una predilección por una naturaleza más salvaje y grandilocuente, con efectos visuales más dramáticos. Cabe decir, pese a todo, que ninguno de los dos grupos aceptó nunca esas etiquetas.
Los artistas que pintaron en este estilo no emplearon el término «luminismo» para referirse a sus propias obras, tampoco expresaron una filosofía de pintura común fuera de los principios rectores de la Escuela del río Hudson. Para muchos historiadores de arte, el término luminismo es problemático: J. Gray Sweeney discute que «los orígenes del luminismo como un término artístico-histórico estuvieron muy entrelazados con los intereses de los coleccionistas de élite, marchantes de arte prominentes, comisarios influyentes, historiadores de arte y construcciones de la identidad nacional durante la Guerra Fría».
Por lo general, sus obras se basaban en composiciones ampulosas, con una línea del horizonte de gran profundidad y un cielo de aspecto velado, con unas atmósferas de fuerte expresividad. Su luz es serena y apacible, reflejo de un estado de ánimo de amor por la naturaleza, una naturaleza en buena medida en el Estados Unidos de la época virgen y paradisíaca, aún por explorar. Es una luz trascendente, de significado espiritual, cuyo resplandor transmite un mensaje de comunión con la naturaleza. Aunque utilizan una estructura y composición clásicas, el tratamiento de la luz es original por la infinidad de sutiles variaciones de la tonalidad, conseguidas a través de un minucioso estudio del medio natural de su país. Según Barbara Novak, el luminismo es una forma más serena del concepto estético romántico de lo sublime, que tuvo su traducción en las profundas vastedades del paisaje norteamericano.
El luminismo comparte un énfasis en el efecto de la luz con el impresionismo. Sin embargo, los dos estilos son muy diferentes. El luminismo se caracteriza por la atención al detalle y la pincelada suelta, mientras el impresionismo se caracteriza por la falta de detallismo y un énfasis en la pincelada. El luminismo precedió al impresionismo y los artistas que pintaron en un estilo luminista no estuvieron influenciados de ninguna manera por el impresionismo.
Se considera a Fitz Henry Lane el máximo exponente del luminismo. Minusválido desde la infancia por una poliomielitis, se centró en el paisaje de su Gloucester natal (Massachusetts), con obras que denotan la influencia del pintor de marinas inglés Robert Salmon, en las que la luz tiene un protagonismo especial, una luz plácida que da sensación de eternidad, de tiempo detenido en una serena perfección y armonía. Martin Johnson Heade se dedicó a paisajes campestres de Massachusetts, Rhode Island y Nueva Jersey, en prados de horizontes infinitos con cielos claros o nubosos y luces de diversas horas del día, en ocasiones refractada por húmedas atmósferas. James Augustus Suydam se centró en los paisajes costeros de Nueva York y Rhode Island, en los que supo reflejar los efectos lumínicos de la costa atlántica. John Frederick Kensett recibió la influencia de Constable y se dedicó al paisaje de Nueva Inglaterra con un especial foco de atención en los reflejos luminosos del cielo y el mar. Francis Augustus Silva destacó también en la marina, género en el que captó con maestría las sutiles gradaciones de luz de la atmósfera costera.

## Luministas estadounidenses
- Fitz Henry Lane (1804 – 1865)
- George Caleb Bingham (1811 – 1879)
- John Frederick Kensett (1816 – 1872)
- James Augustus Suydam (1819  – 1865)
- Martin Johnson Heade (1819 – 1904)
- Sanford Robinson Gifford (1823 – 1880)
- Jasper Francis Cropsey (1823 – 1900)
- David Johnson (1827 – 1908)
- Edmund Darch Lewis (1835 – 1910)
- Francis Augustus Silva (1835 – 1886)

## Galería

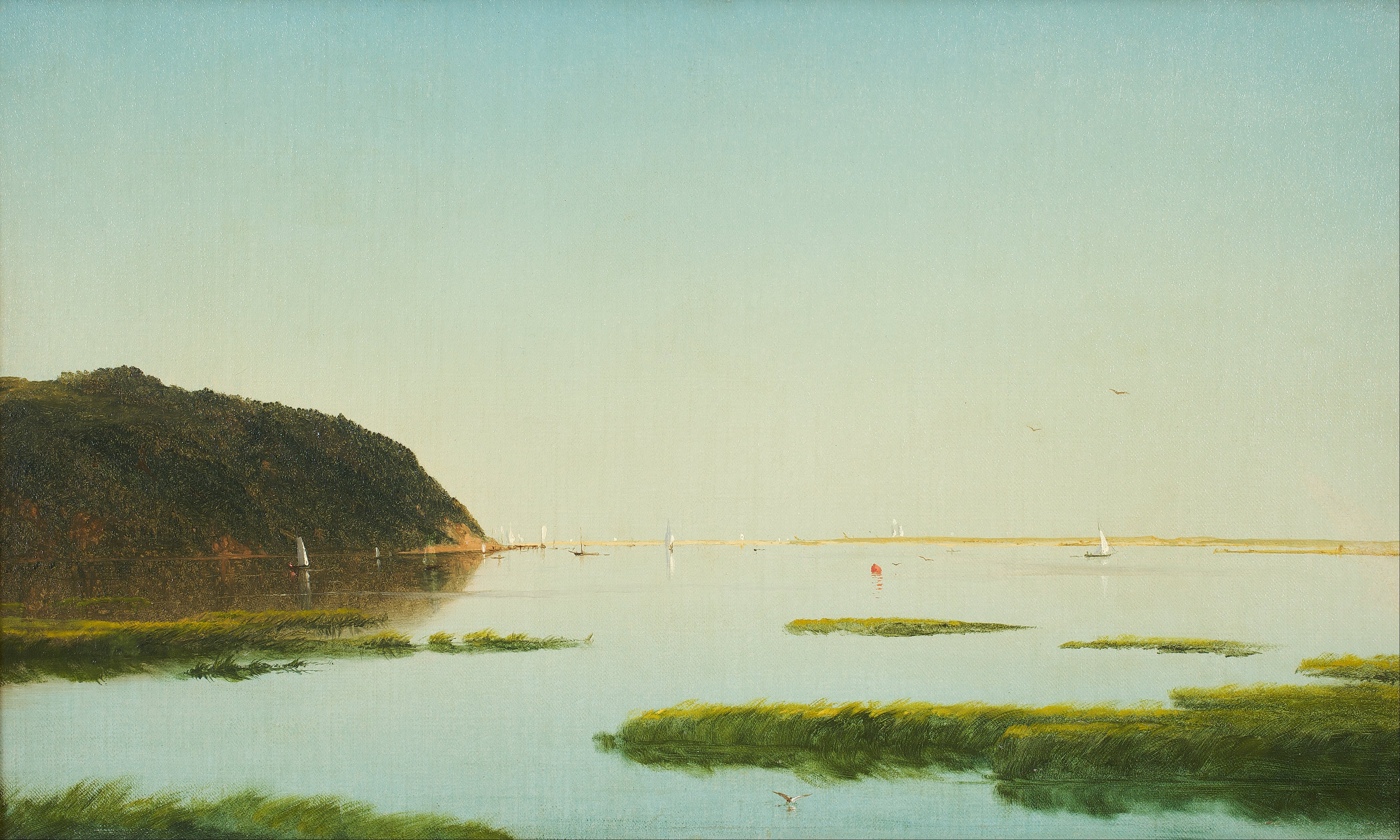
Vista del río Shrewsbury, Nueva Jersey (1859), de John Frederick Kensett, Zimmerli Art Museum at Rutgers University, Nuevo Brunswick (Nueva Jersey)
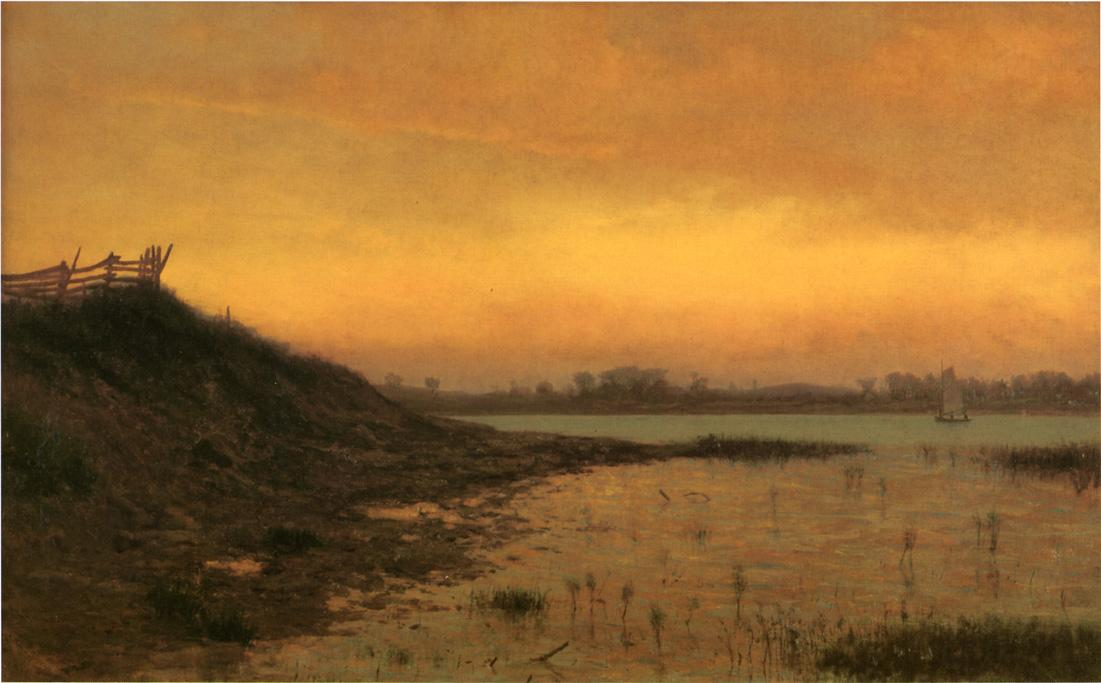
Long Island (1862), de James Augustus Suydam, colección privada
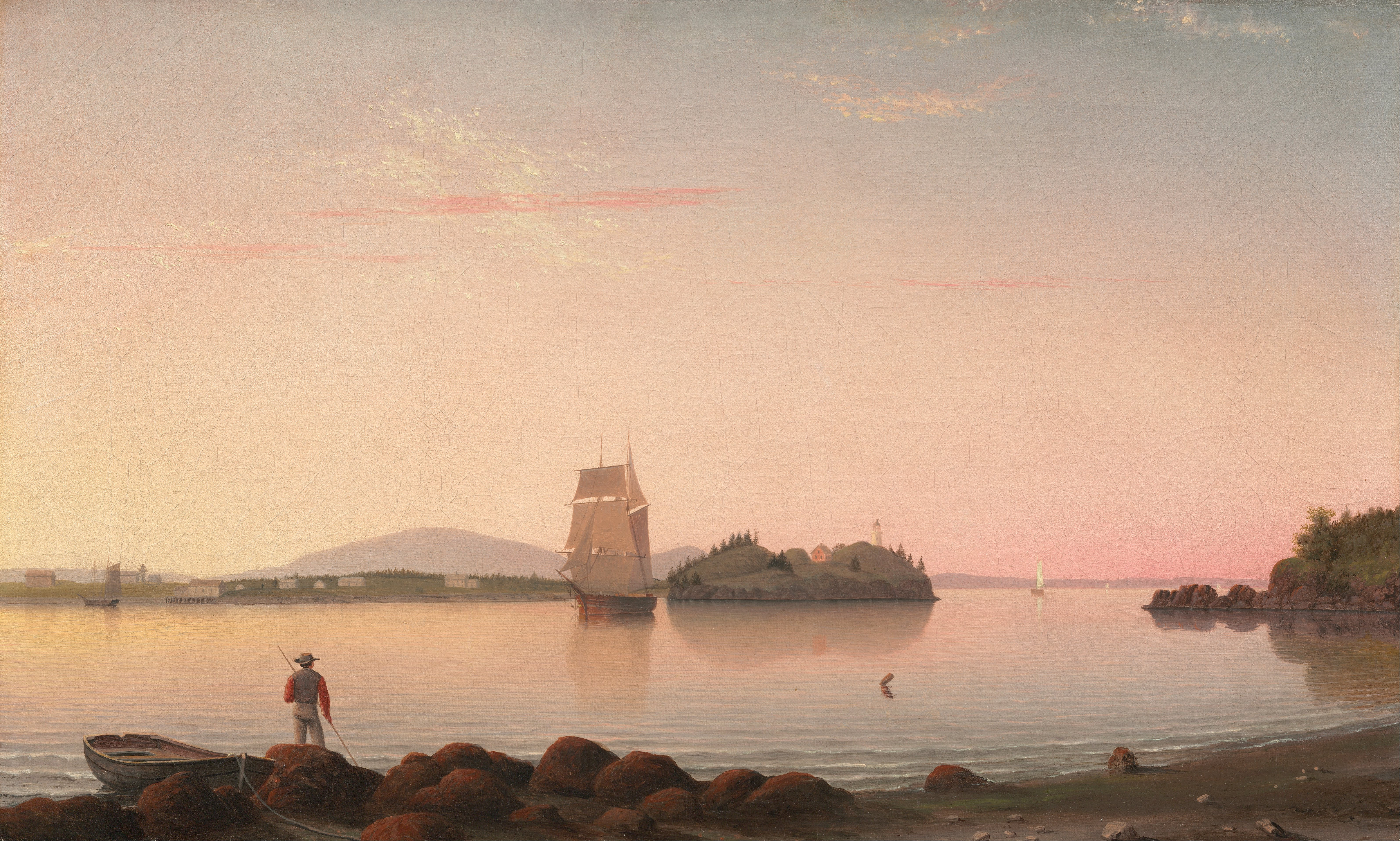
Owl's Head, Penobscot Bay, Maine (1862), de Fitz Henry Lane, Museo de Bellas Artes (Boston)
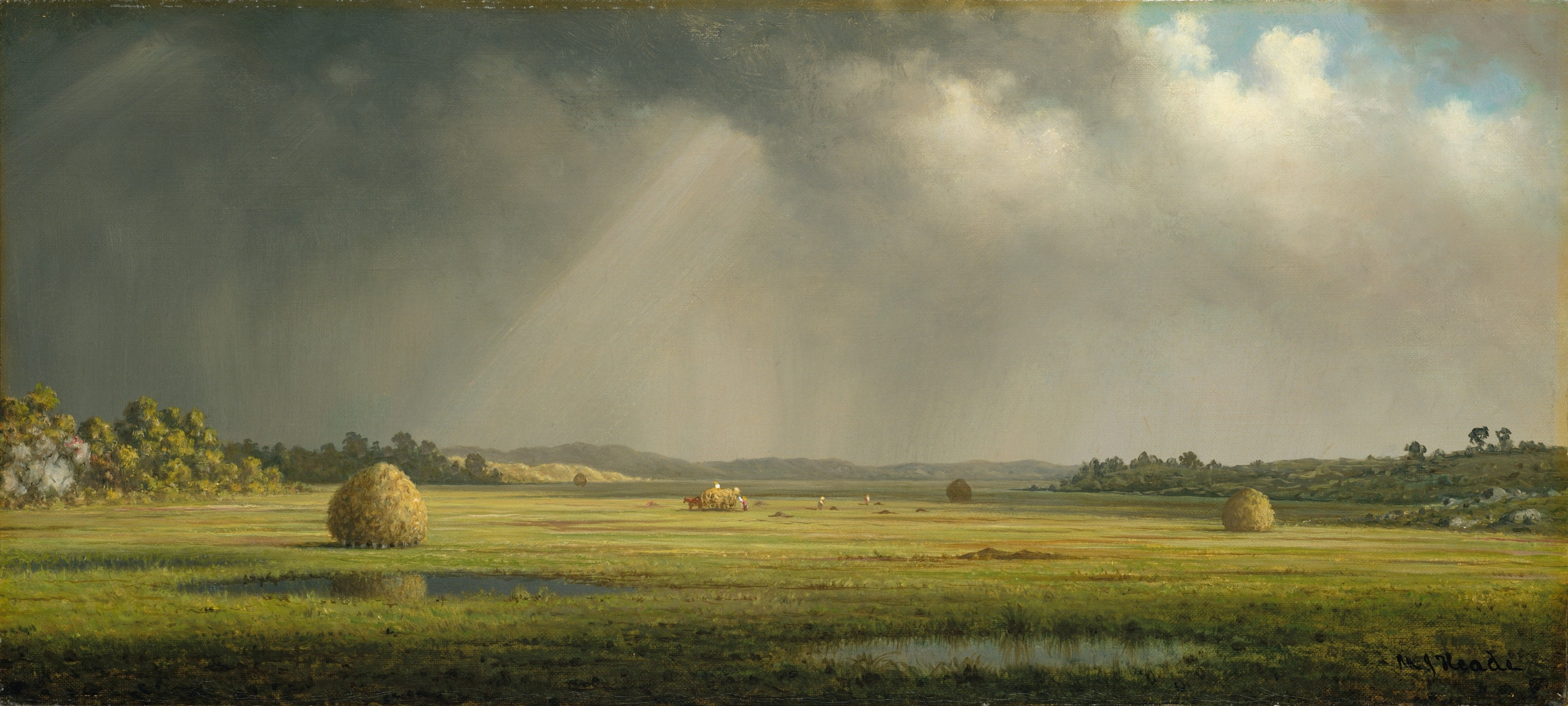
Newburyport Meadows (1876-1881), de Martin Johnson Heade, Museo Metropolitano de Arte, Nueva York
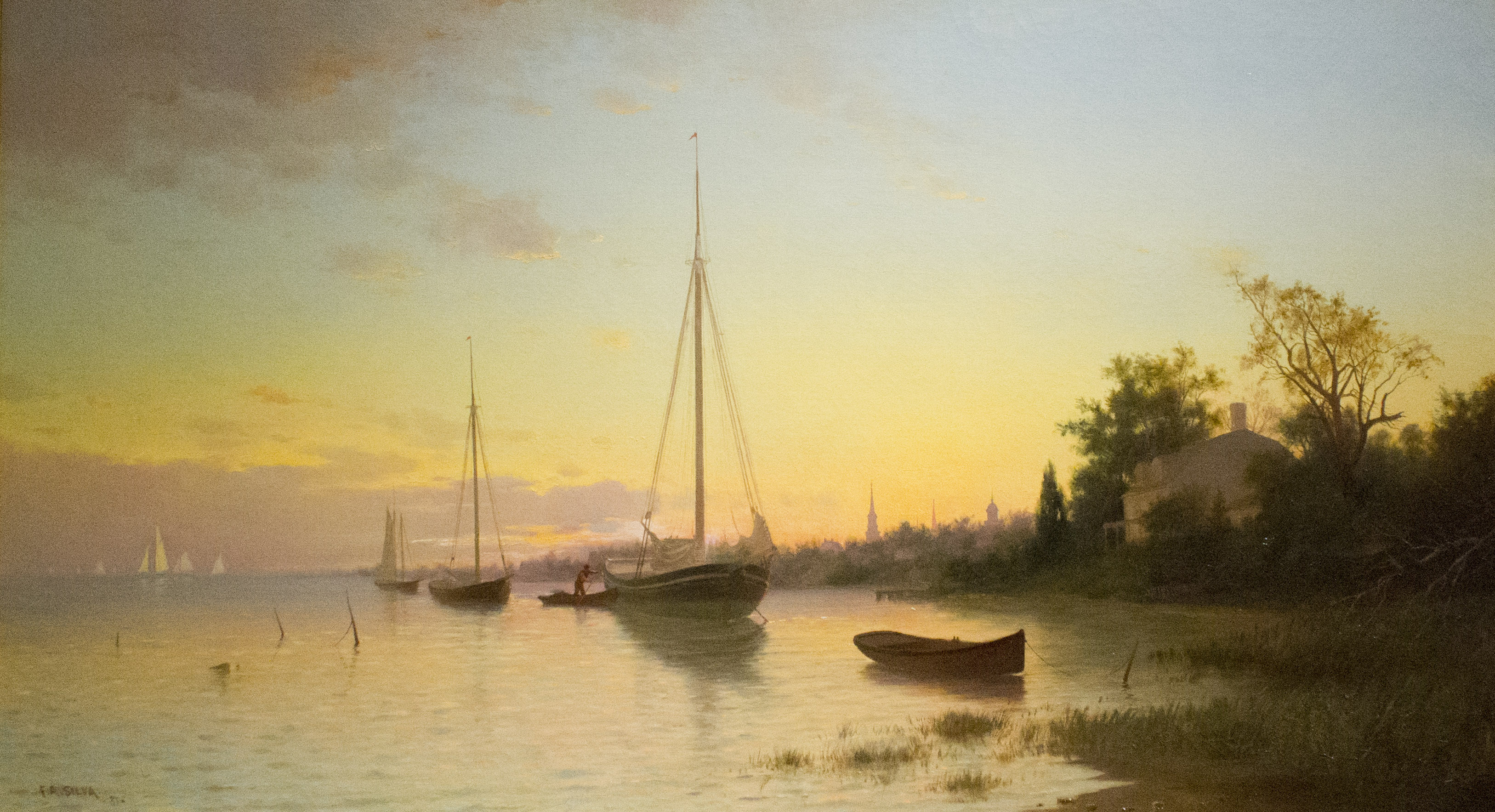
Atardecer (1881), de Francis Augustus Silva, New Britain Museum of American Art, New Britain (Connecticut)